# Ясеновский сельсовет
Ясеновский сельсовет — сельское поселение в Горшеченском районе Курской области Российской Федерации.
Административный центр — село Ясенки.

## История
Статус и границы сельского поселения установлены Законом Курской области от 21 октября 2004 года № 48-ЗКО «О муниципальных образованиях Курской области»

## Население
| 2002  | 2010  | 2012  | 2013  | 2014  | 2015  | 2016  |
| ----- | ----- | ----- | ----- | ----- | ----- | ----- |
| 1559  | ↘1212 | ↘1179 | ↘1156 | ↘1117 | ↘1089 | ↘1046 |
| 2017  | 2018  | 2019  | 2020  | 2021  |       |       |
| ↗1051 | ↘1041 | ↘1003 | ↘997  | ↗1020 |       |       |

## Состав сельского поселения
| № | Населённый пункт | Тип населённого пункта       | Население |
| - | ---------------- | ---------------------------- | --------- |
| 1 | Кулевка          | село                         | ↘444      |
| 2 | Ясенки           | село, административный центр | ↘768      |